# 釈徹宗
釈 徹宗（しゃく てっしゅう、1961年 - ）は、日本の仏教僧、宗教学者。大阪府池田市にある浄土真宗本願寺派如来寺住職兼相愛大学学長（人文学部教授）。特定非営利活動法人（NPO法人）リライフ代表。専門は比較宗教思想、人間学。

## 来歴・人物
大阪府出身。大阪府立大学大学院人間文化研究科比較文化専攻博士課程修了。その後、如来寺住職の傍ら、龍谷大学文学部非常勤講師、兵庫大学生涯福祉学部教授、相愛大学人文学部教授を経て、同大学の金児曉嗣学長の任期満了に伴う次期学長選任のための理事会（2021年12月2日）で新学長就任に選任され、2022年4月1日に学長に就任した。その他にはNPO法人リライフ代表も務める。内田樹と親しく、共著を多く出している。
2012年から開催されている釜ヶ崎芸術大学で講師を務める。2017年、『落語に花咲く仏教－宗教と芸能は共振する－』で第5回河合隼雄学芸賞受賞。
2022年11月、如来寺隣の古民家を改装して、自身と、長男で副住職である大智（だいち）の蔵書約3万冊を公開する「ふるえる書庫」を開設した。

## 主な著作

### 単著
- 『親鸞の思想構造』法蔵館、2002年
- 『いきなりはじめる仏教生活』バジリコ 木星叢書、2008年 / 新潮文庫、2011年
- 『いきなりはじめるダンマパダ―お寺で学ぶ「法句経」講座』サンガ、2008年 / 改題再刊『ダンマパダ ブッダ「真理の言葉」講義』角川ソフィア文庫、2021年
- 『仏教ではこう考える』学研新書、2008年 / 学研文庫、2013年 / 祥伝社黄金文庫、2016年
- 『不干斎ハビアン―神も仏も棄てた宗教者』新潮選書、2009年
- 『宗教聖典を乱読する』朝日新聞出版、2009年 / 改題再刊『早わかり世界の六大宗教』朝日文庫、2015年
- 『とらわれない―苦しみと迷いから救われる「維摩経」』PHP研究所、2009年 / PHP文庫、2015年
- 『ゼロからの宗教の授業』東京書籍、2009年
- 『親鸞－救済原理としての絶対他力』佼成出版社、2010年
- 『おてらくご－落語の中の浄土真宗』本願寺出版社、2010年
- 『キッパリ生きる!仏教生活 すこやかであるための仏教メソッド』技術新聞社、2011年
- 『法然 親鸞 一遍』新潮新書、2011年
- 『図解でやさしくわかる 親鸞の教えと歎異抄』ナツメ社、2012年
- 『ブッダの伝道者たち』角川選書、2013年
- 『宗教は人を救えるのか』角川SSC新書、2014年
- 『死では終わらない物語について書こうと思う』文藝春秋、2015年
- 『歎異抄 信じる心は一つである』NHK出版 100分de名著、2016年 / 新版・名著ブックス、2019年
- 『落語に花咲く仏教－宗教と芸能は共振する－』朝日新聞出版、2017年
- 『維摩経 とらわれない、こだわらない』NHK出版 100分de名著、2017年
- 『天才富永仲基 独創の町人学者』新潮新書、2020年
- 『歎異抄 救いのことば』文春新書、2020年
- 『お経で読む仏教』NHK出版、2020年

### 共著
- 『いきなりはじめる浄土真宗―インターネット持仏堂1』内田樹との共著 本願寺出版社、2005年 のち角川ソフィア文庫
- 『はじめたばかりの浄土真宗―インターネット持仏堂2』内田樹との共著 本願寺出版社、2005年
- 『現代霊性論』内田樹との共著 講談社、2010年 のち文庫
- 『現代人の祈り－呪いと祝い』内田樹、名越康文との共著 サンガ、2010年
- 『おせっかい教育論』鷲田清一、内田樹、平松邦夫との共著 140B 2010年
- 『仏教シネマ お坊さんが読み説く映画の中の生老病死』秋田光彦との共著 サンガ、2011年のち文春文庫
- 『とんぼの本 親鸞の「迷い」 仏教入門』梅原猛との共著 新潮社、2011年
- 『自然を生きる』玄侑宗久との共著 東京書籍、2011年
- 『大阪の神さん仏さん』高島幸次との共著 140B 2012年
- 『聖地巡礼 ビギニング』内田樹との共著 東京書籍、2013年
- 『この世を仏教で生きる 今から始める他力の暮らし』大平光代との共著 本願寺出版社、2013年
- 『日本霊性論』内田樹との共著 NHK新書、2014年
- 『聖地巡礼 ライジング』内田樹との共著 東京書籍、2015年
- 『70歳! 人と社会の老いの作法』五木寛之との共著 文春新書、2016年
- 『歎異抄はじめました 親鸞聖人から届いたメッセージ』大平光代との共著 本願寺出版社、2018年）

### 監修
- 『名僧のことばでわかる仏教入門』宝島社新書、2021年

### インタビュー
- 『星と泉 第15号』星湖舎、2014年

## 出演

### テレビ
- こころの時代「コロナの時代を詠む」（2020年9月6日、NHK Eテレ）[8]
- こころの時代「地域でつなぐ“こころとこころ”精神科医・高木俊介」（2021年4月25日、NHK Eテレ）[9]
- こころの時代「異なるを認めあう調べ 声明研究家・大八木正雄」（2025年6月1日、NHK Eテレ）[10]